# Maciste umanitario
Maciste umanitario (Maciste und die Javanerin o Man soll es nicht für möglich halten) è un film del 1922 diretto da Uwe Jens Krafft che ha come protagonista il personaggio di Maciste, interpretato da Bartolomeo Pagano.

## Produzione
Il film fu prodotto dalla Jakob Karol-Film GmbH (Berlin).

## Distribuzione
Venne presentato a Berlino il 1º giugno 1922. Il film ha due titoli tedeschi: Mann soll es nicht für möglich halten e Maciste und die Javanerin. In Italia, distribuito nel 1922 dalla Orlandini con il titolo Maciste umanitario, ottenne il visto di censura numero 17134 che ne permetteva la visione in una versione di 1.864 metri di pellicola.